# Aricia glossobranchia
Aricia glossobranchia är en ringmaskart som beskrevs av Schmarda 1861. Aricia glossobranchia ingår i släktet Aricia och familjen Orbiniidae. Inga underarter finns listade i Catalogue of Life.